# Aeshna scotias
Aeshna scotias é uma espécie de libelinha da família Aeshnidae.
Pode ser encontrada nos seguintes países: Camarões, Nigéria, Uganda e Zâmbia.
Os seus habitats naturais são: florestas subtropicais ou tropicais húmidas de baixa altitude e rios.